# Monster Mutt

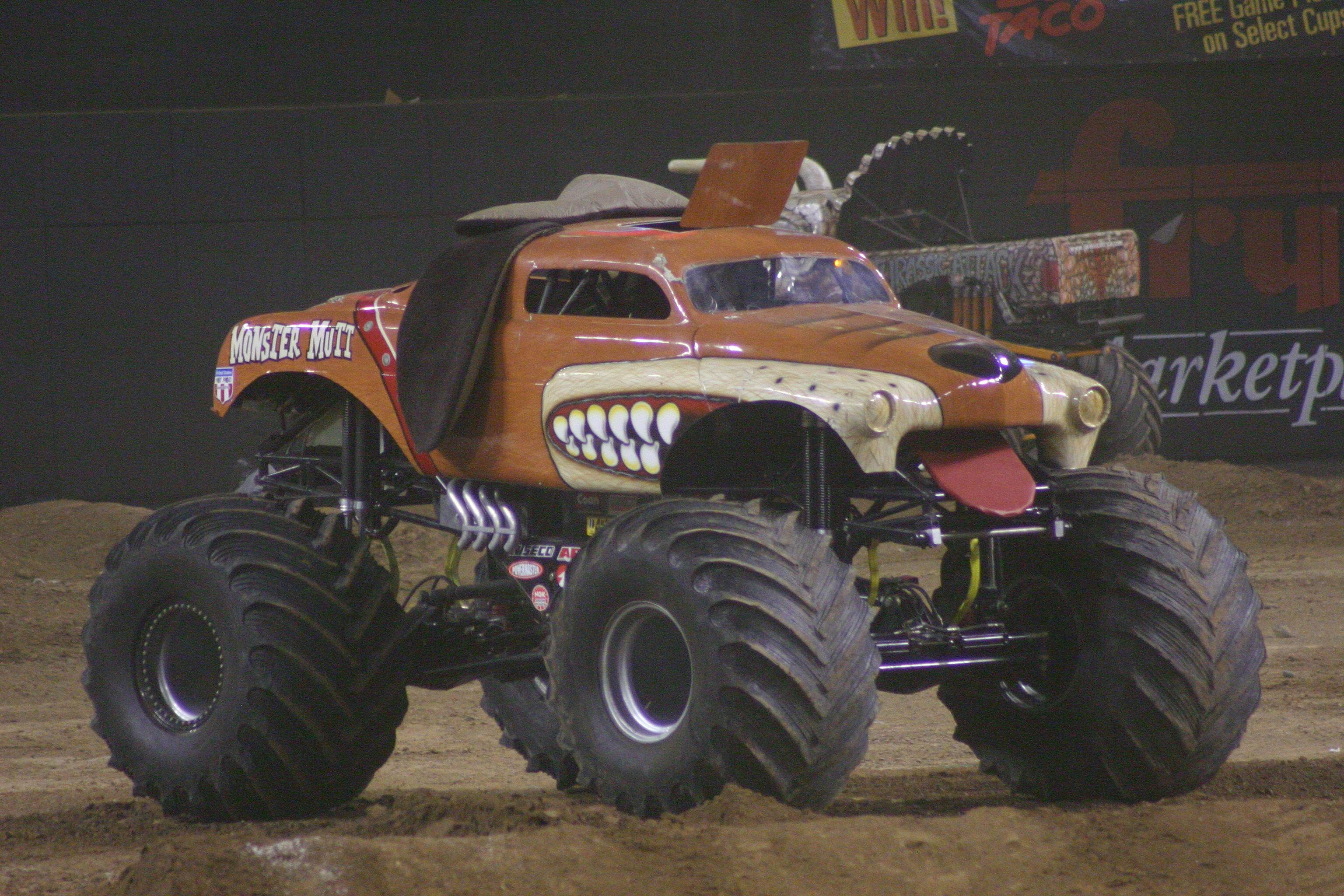
Monster Mutt.

Monster Mutt è un Monster truck di proprietà della Feld Motorsports che gareggia nella serie USHRA Monster Jam a partire dal 2003.
La carrozzeria di base è quella di una Mercury del 1951 al quale sono state aggiunte orecchie, coda e lingua per farla rassomigliare ad un cane. Per accentuare ancora di più la somiglianza, è stata dipinta sulla fiancata della vettura una bocca canina ringhiante.
Questo insolito truck è spinto da un propulsore Merlin 540 Cl, che eroga 1500 CV, abbinato ad una trasmissione Coan a due velocità. Gli pneumatici montati sono Terra Tires da 66".
Sin dal suo inizio di carriera, Monster Mutt, pilotato negli anni dai piloti Todd Frolik, Bobby Z, Charlie Pauken e Whit Tarlton, è sempre giunto nelle finali mondiali senza però mai conseguire la vittoria. L'unico risultato di rilievo conseguito è stato la vittoria nell'Advance Auto Parts NGK Spark Plugs Monster Jam World Finals Freestyle Championship svoltosi a Las Vegas nel 2010.

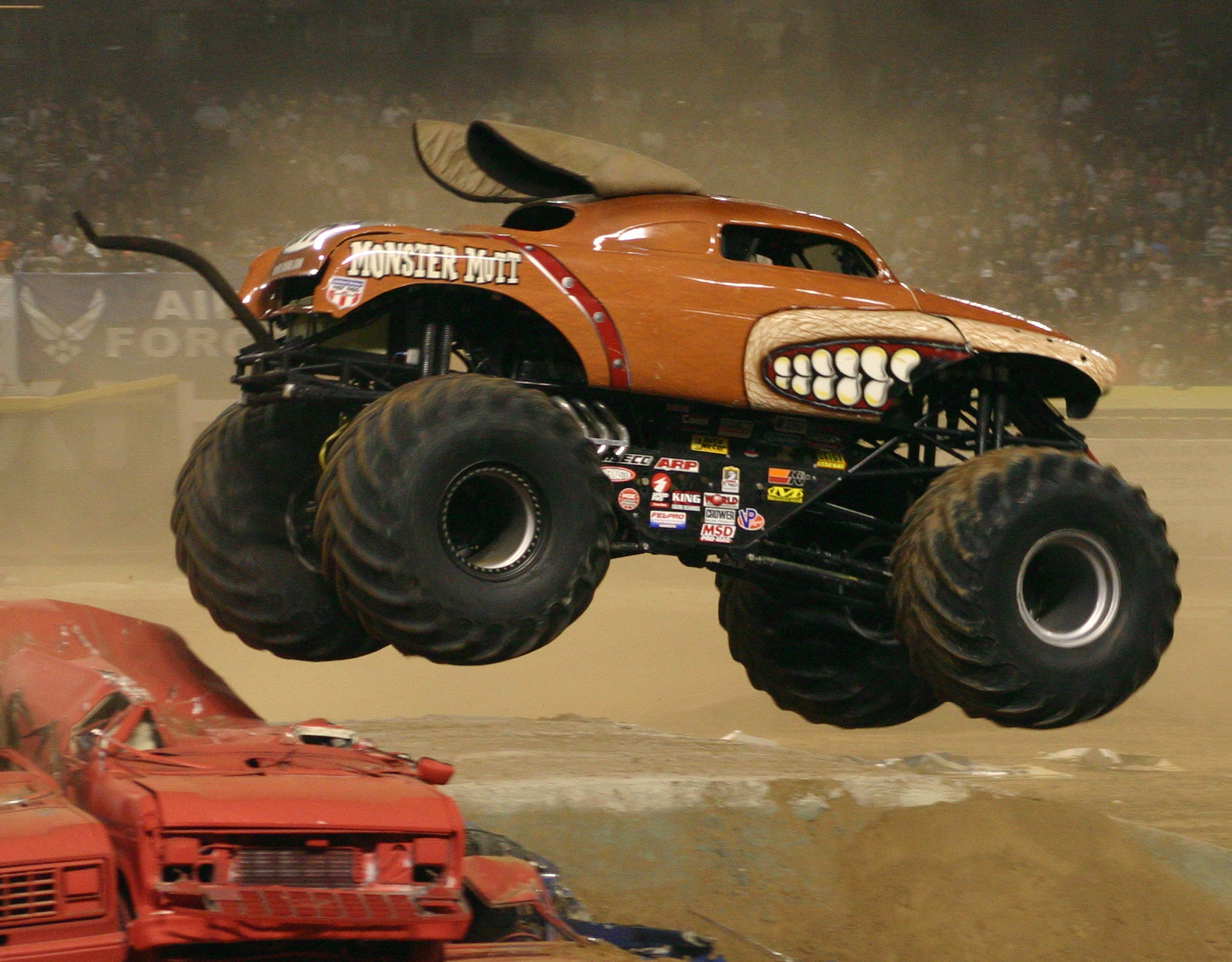
Un Mutt salta una linea di auto.

Nel 2007, accanto all'originale Monster Mutt con la livrea bicolore marrone, è stato schierato un altro veicolo identico (pilotato da Candice Jolly) dotato però di colorazione bianco/nera per farlo assomigliare ad un Dalmata.
Nel 2011 è stato invece introdotto un terzo Mutt (pilotato da Charles Benns) dotato di una livrea tipica del Rottweiler.